# Samshvilde
Samshvilde ( idioma georgiano : სამშვილდე ,[sɑmʃwildɛ] ) es una ciudad fortificada en ruinas y un sitio arqueológico en Georgia , en el sur del país cerca de la actual aldea homónima en el municipio de Tetritsqaro , en la región de Kvemo Kartli . Las ruinas de la ciudad, en su mayoría estructuras medievales, se extienden por una distancia de 2.5 km de largo y 400 metros de ancho en el valle del río Jrami. Algunos de los monumentos más reconocibles son la Iglesia Samshvilde Sioni y una ciudadela erigida en un promontorio de río rocoso.
Samshvilde figura en los anales georgianos medievales como una de las ciudades más antiguas de Kartli , que data del siglo III a. C.. En la Edad Media, fue un importante bastión, así como una animada ciudad comercial e industrial. Samshvilde cambió de manos varias veces. A finales del siglo X, se convirtió en la capital del reino deTashir-Dzoraget de los reyes armenios y se incorporó al Reino de Georgia en 1064. Desde mediados del siglo XIII, a medida que desaparecían las fortunas de la monarquía medieval de Georgia, Samshvilde entró en declive y se redujo a un puesto militar periférico. A finales del siglo XVIII, estaba en ruinas.

## Etimología
La etimología del nombre de Samshvilde es registrada por primera vez por el cronista armenio del siglo X, Hovhannes Draskhanakerttsi, que significa "tres flechas" en georgiano, de sami ("tres") y mshvildi ("arco"). De hecho, el topónimo se construye a través de una circunfijo georgiano y significa "[un lugar] del arco".

## Historia

### Prehistoria
Samshvilde se centra en una ubicación fortificada de forma natural, un terreno rocoso en la confluencia de los ríos Jrami y Chivchavi, a 4 km al sur de la ciudad de Tetritsq'aro. La expedición arqueológica de 1968-1970 descubrió dos capas de la cultura Kurá-Araxes de la Edad de Bronce en Samshvilde, en las laderas del sur del Monte Karnkali, que datan de la mitad del cuarto milenio aC y del tercer milenio aC, respectivamente. Este horizonte incluía un sitio de asentamiento y un cementerio, así como un edificio de culto circular. Los objetos desenterrados fueron: cerámica de la Edad de Bronce y varias herramientas de obsidiana.

### Antigüedad
Según las Crónicas georgianas medievales , Samshvilde se conocía antes como Orbi, un castillo cuya fundación se atribuyó a Kartlos , el etnarca mítico de los georgianos de Kartli ,  . y que fue encontrado fuertemente fortificado, pero asediado y conquistado por Alejandro Magno durante su supuesta campaña por tierras georgianas. En el siglo III a. C., bajo los reyes de Kartli , conocidos en el mundo grecorromano como Iberia, Samshvilde se convirtió en el centro de una de las subdivisiones del reino, dirigida por un eristavi ("duque"), nombrado por primera vez por Parnavaz, el primero en la lista tradicional de los reyes de Kartli. El rey Archil (c. 411–435) le dio a Samshvilde en apariencia a su hijo Mihrdat, quien luego tuvo éxito en el trono de Kartli según la crónica iraní de Mihrdat. La reina consorte Sagdukht , convertida al cristianismo, está acreditada por una crónica georgiana de haber construido la iglesia de Sioni en Samshvilde.

### Edad Media

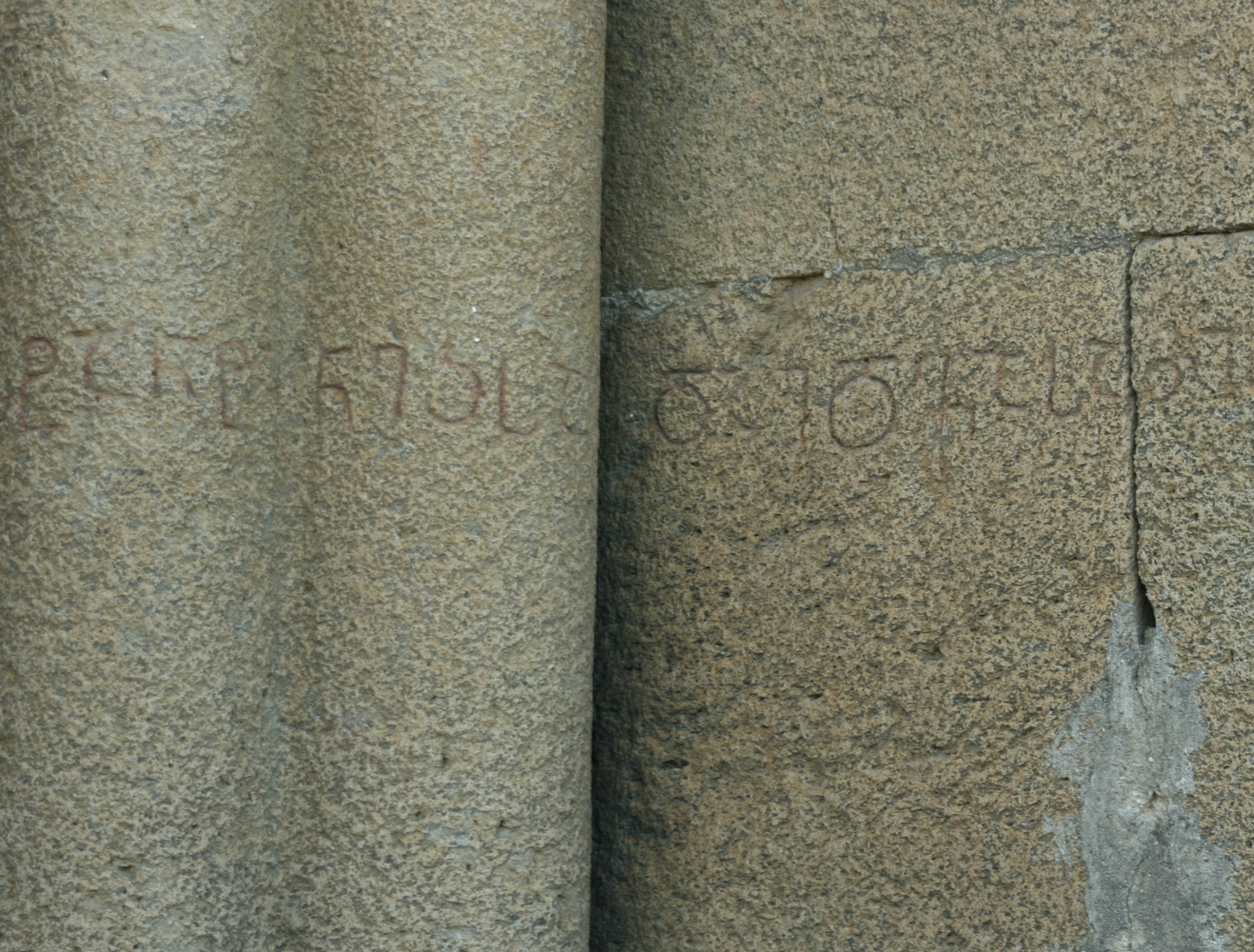
Inscripción georgiana del siglo VIII en la iglesia de Sioni

Las fronteras del ducado de Samshvilde fluctuaron a lo largo de la historia, ya que la parte sur de este fue frecuentemente disputada entre Kartli y los reyes vecinos de Armenia . La ciudad en sí sigue siendo uno de los asentamientos clave de Iberia. Junto con Tiflis y Mtsjeta , Samshvilde está catalogada como una de las tres ciudades principales de ese país en la geografía armenia del siglo VII por Anania Shirakatsi . La inscripción georgiana del siglo VIII en la iglesia de Sioni, en una escritura de "asomtavruli" , hace mención de dos personas de la casa de pitiakhsh, una dinastía local de estilo iraní que parece haber estado en posesión de Samshvilde. En ese momento, la región alrededor de Samshvilde cayó bajo la influencia del recién establecido Emirato Musulmán, centrada en Tiflis , la antigua capital real de Kartli. A partir de este momento, Samsvilde fue disputado entre varios gobernantes georgianos, armenios y musulmanes.
Alrededor de 888, Samshvilde fue ocupado por el rey de la Armenia bagrátida, Smbat I de Armenia, quien confió la ciudad al cargo de los dos hermanos de la familia Gntuni, Vasak y Ashot. Los hermanos demostraron ser ingobernables y el sucesor de Smbat, Ashot II, tuvo que devolverles la lealtad por la fuerza de las armas c. 915. Vasak Gntuni todavía era recalcitrante y, c. 921, hizo desertar al príncipe georgiano Gurgen II de Tao, lo que llevó al rey Ashot a poner la fortaleza bajo sitio. Cuando una fuerza enviada por Gurgen estaba entrando en la ciudadela, se desató un enfrentamiento entre él y los hombres de Vasak que se encontraban en la fortaleza. En una confrontación posterior, los soldados supervivientes de Gurgen fueron capturados y mutilados, mientras que Samshvilde se sometía nuevamente al rey armenio.
En la última década del siglo X, Samshvilde pasó a Kuirikids, una línea de garantía Bagratid armenia del Reino de Tashir-Dzoraget, que lo eligió como su capital. A causa de esto, David Anholin, rey de Tashir y Dzoraget, fue llamado Samshvildari, es decir, "de Samshvilde", por un autor georgiano medieval. En 1001, David se sublevó, sin éxito, de la hegemonía de su tío, el rey Gagik I de Armenia, quien en una campaña de tres meses de duración, devastó a Tashir, a Samshvilde y a la llanura de los georgianos (Vrac'dast), como el historiador Stepanos Asoghik se refirió al distrito circundante.
Samshvilde sirvió como la capital de Kuirikid hasta que un miembro de esa dinastía, Kiurike II, fue capturado por el rey Bagrat IV de Georgia y tuvo que rescatarse a sí mismo al entregar a Samshvilde a los georgianos en 1064. El hijo de Bagrat, Jorge II, concedió el control de la ciudad a su poderoso vasallo Juan I, duque de Kldekari, comprando así su lealtad, en 1073. Al cabo de aproximadamente un año, Samshvilde fue conquistada por los Seljuqs bajo Malik Shah I y se mantuvo como su avanzada en Georgia hasta 1110, cuando el Obispo George de Chqondidi asedió y tomó la ciudad en nombre del rey David IV de Georgia. Esto indujo a los Seljuqs a evacuar apresuradamente la mayoría de los distritos circundantes. David concedió a Samshvilde a su leal comandante, Ivane Orbeli, en 1123. La ciudad permaneció en posesión del clan Orbeli, comandantes en jefe hereditarios del Reino de Georgia, hasta que la corona la perdió debido a su fracasada rebelión contra Jorge III de Georgia, en el curso de la cual el ejército leal al rey asaltó la fortaleza en 1178.

### Decadencia
Samshvilde fue atacada por los invasores mongoles en su camino a Tiflis, la capital de Georgia, en 1236. En marzo de 1440, fue saqueada por Jahān Shāh , líder de Kara Koyunlu , indignado por la negativa de Alejandro I de Georgia a someterse a su soberanía. Según el historiador contemporáneo Tomás de Metsoph , Jahān Shāh capturó la ciudad sitiada "a través del engaño" en el día de Pentecostés y masacraron a su población, construyendo un minarete de 1,664 cabezas humanas cortadas en la puerta de la ciudad; sesenta sacerdotes cristianos, monjes y nobles fueron condenados a muerte por negarse a apostatar. Incluso algunos de los que aceptaron renunciar al cristianismo no se salvaron. Los sobrevivientes tuvieron que buscar refugio en los densos bosques alrededor de Samshvilde.
La ciudad nunca se recuperó completamente de este golpe y perdió su importancia pasada, a excepción de su función como una fortaleza periférica. Después de la desintegración final del Reino de Georgia en la década de 1490, se convirtió en parte del Reino de Kartli . En 1578, Samshvilde fue ocupada por el ejército otomano bajo Lala Kara Mustafa Pasha durante su campaña victoriosa en Georgia, pero, en 1583, fue recuperada por el rey Simón I de Kartli . En 1636, Rustam de Kartli otorgó a Samshvilde en posesión de su tesorero, Shiosh Khmaladze, y, en 1693, Heraclio I de Kartli lo otorgó a la familia noble de Baratashvili .

Samshvilde adquirió una importancia relativa en 1747, cuando el príncipe georgiano musulmán Abdullah Beg empleó a mercenarios lezguinos y fortificó la fortaleza de Samshvilde en su búsqueda por desafiar la posesión de Kartli ejercida por su pariente cristiano, Teimuraz II . Los diseños de Abdullah Beg fueron frustrados por el hijo de Teimuraz, Heraclio , quien asaltó a Samshvilde e hizo al pretendiente cautivo en 1749. La ciudad quedó en manos del hermano menor de Abdullah Beg, Husayn Beg, quien, en 1751, se rindió a Heraclio II de Kartli-Kajetia|Heraclio II y fue reasentado en Tiflis.

## Monumentos

Ruinas de la iglesia de Sioni en Samshvilde en el 2012.

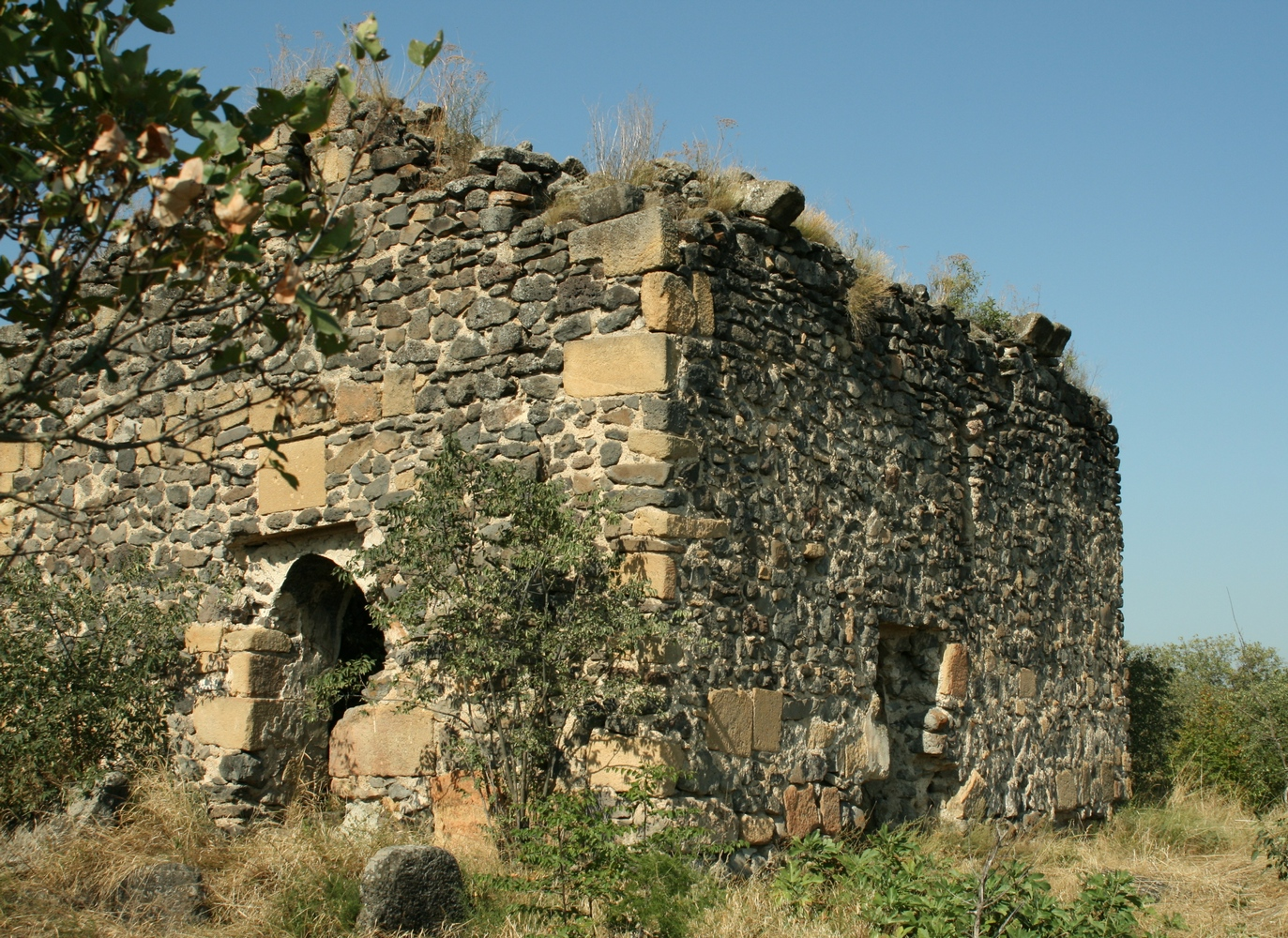
Una de las iglesias en ruinas del complejo Samshvilde.

El conjunto arqueológico y los monumentos arquitectónicos de Samshvilde están inscritos en la lista del Patrimonio Nacional de Georgia como la Ciudad-Sitio de Samshvilde (სამშვილდის ნაქალაქარი). El estudio arqueológico del área de Samshvilde comenzó en 1948 y los esfuerzos sistemáticos para mejorar la conservación del sitio se iniciaron en 1978. En la década de 2000, la construcción de los principales oleoductos internacionales en la región provocó nuevos proyectos arqueológicos y el descubrimiento de nuevos hallazgos prehistóricos. Muchas de las estructuras medievales tardías y modernas tempranas fueron estudiadas más a fondo por la Expedición Arqueológica Samshvilde organizada por la Universidad de Georgia con sede en Tiflis de 2012 a 2015.
El sitio de la ciudad ocupa un área casi triangular en un promontorio en la confluencia Khrami-Chivchavi y se divide en tres partes principales. La ciudadela está en el este, en un extremo escarpado del promontorio, y la ciudad se encuentra en el oeste, con la fortaleza amurallada entre ellos. El sitio incluye ruinas de varias iglesias, una ciudadela, palacios, casas, un puente sobre el río Chivchavi, cisternas de agua, baños, un cementerio y otras estructuras accesorias.
Un pequeño salón-iglesia de San Jorge se encuentra en la ciudad propiamente dicha. Una inscripción georgiana ahora perdida de 1672, publicada por E. Takaishvili, identifica a la señora llamada Zilikhan, una antigua cuidadora de la esposa del rey Vakhtang V de Kartli, como renovadora de la iglesia.
Dentro de las paredes de la fortaleza, se encuentra una pequeña iglesia de piedra, la de la Dormición, que contiene un gran menhir negro prehistórico, lleno de llamas de vela, con una cruz y un texto armenio que menciona al príncipe Smbat inscrito en ella en el siglo XI. El río Khrami es pasado por alto por otra iglesia, conocida como Theogenida, probablemente construida en el siglo XII o XIII, cerca de la cual se encuentra una estructura hecha de cuatro piedras grandes, un tetralito.
La ciudadela está formada por muros, torres y tres iglesias más grandes. Entre ellos se encuentra la iglesia abovedada de Sioni, ahora en ruinas, el monumento más reconocible de Samshvilde. La tradición medieval atribuye su construcción a la reina Sagdukht del siglo V, pero el edificio existente data de c. 759–777, como sugiere una inscripción georgiana de la fachada oriental mejor conservada, que contiene referencias a los emperadores bizantinos contemporáneos Constantino V y León IV el Jazar. Hay otra inscripción georgiana, muy dañada, casi ilegible en la fachada sur y, junto a ella, un fragmento en armenio que identifica a los católicos armenios Gevorg III Loretsi (r. 1069-1072). Las formas arquitectónicas estrictas de la iglesia de Samshvilde revelan afinidades cercanas con el diseño de la iglesia Tsromi del siglo VII en Shida Kartli.
Al oeste de Sioni se encuentra una basílica de tres naves, probablemente una iglesia armenia, construida con piedras de basalto oscuras en el siglo X o XI. La tercera iglesia es un diseño de salón-iglesia, con un ábside sobresaliente y una inscripción en la pared en georgiano, que menciona al rey David IV de Georgia (r. 1089–1125).